# Richard Gerstl
Richard Gerstl (ur. 14 września 1883 w Wiedniu, zm. 4 listopada 1908 tamże) – austriacki malarz żydowskiego pochodzenia, ekspresjonista.

## Życiorys

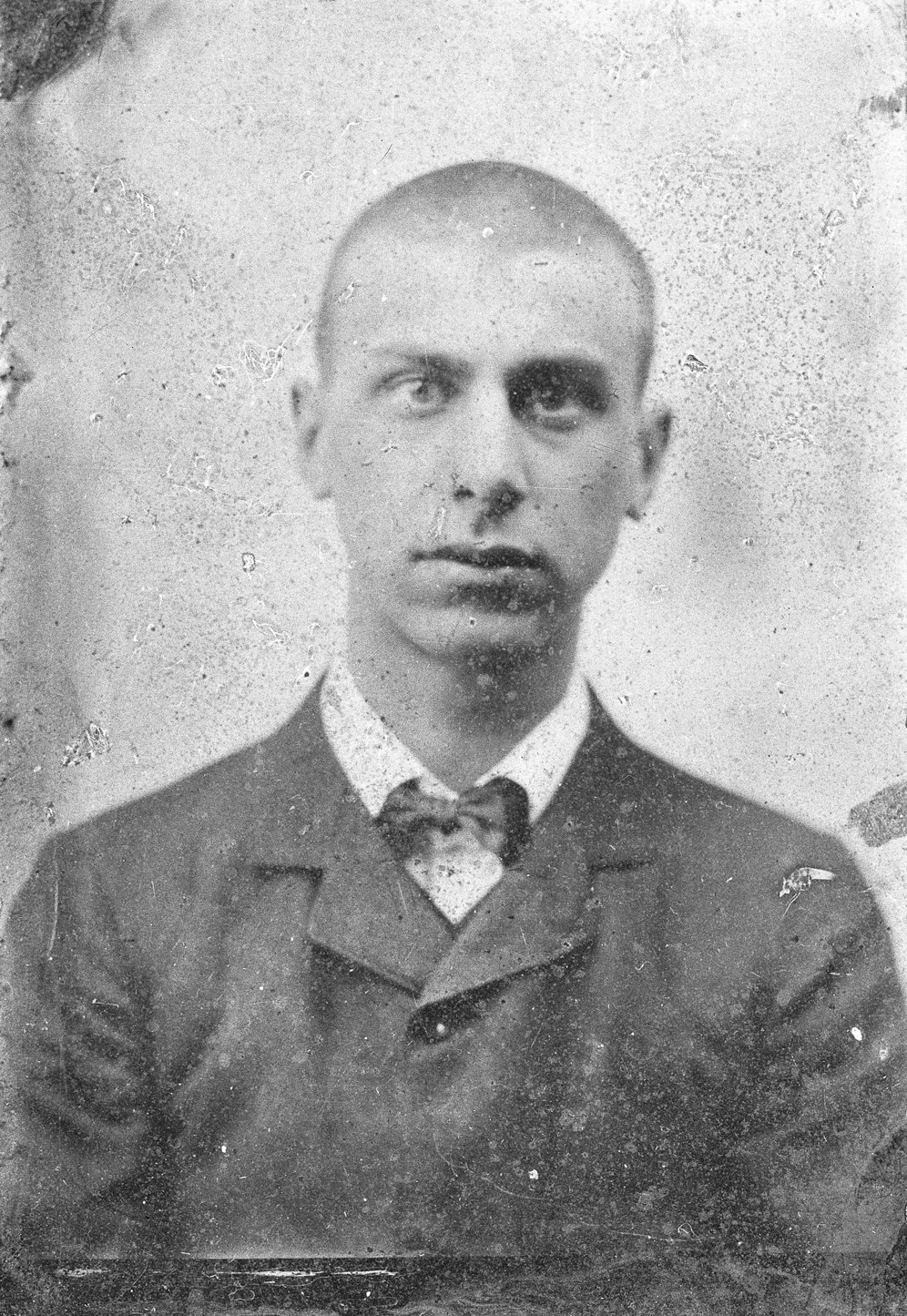
Richard Gerstl, 1902 (1903)

Urodził się w bogatej rodzinie mieszczańskiej, jego ojciec Emil Gerstl był żydowskim kupcem, matka Maria Pfeiffer Austriaczką. Uczył się w znanym gimnazjum pijarów, ale został z niego usunięty ze względów dyscyplinarnych. Od 15. roku życia studiował w Akademii Sztuk Pięknych w Wiedniu, pod kierunkiem despotycznego Christiana Griepenkerla, której także nie ukończył. Zaczął bowiem odrzucać styl Secesji Wiedeńskiej, co skłoniło jego profesora do wygłoszenia opinii: „Twoje malowanie, to jak sikanie na śniegu”. Sfrustrowany brakiem akceptacji swojego stylu Gerstl malował przez kolejne dwa lata bez formalnych wskazówek. Od lata 1901 jego kolejnymi nauczycielami byli Simon Hollósy w Nagybánya i Heinrich Lefler w Wiedniu.
Richard Gerstl oprócz malarstwa interesował się muzyką i filozofią, utrzymywał bliskie kontakty z Arnoldem Schönbergiem, Alexandrem von Zemlinskym, mieszkającymi w tym samym budynku, a także z Gustavem Mahlerem i Albanem Bergiem. Schönberga i jego żonę Mathilde (siostrę Zemlinskiego) portretował i uczył malarstwa. Schönbergowie wprowadzili go do towarzystwa złożonego z muzyków i kompozytorów. Ta zażyłość zakończyła się tragicznie – Richard i Mathilde zostali kochankami; po przyłapaniu ich in flagranti przez Schönberga uciekli z Gmunden do Wiednia. Wkrótce dręczona wyrzutami sumienia Mathilde zdecydowała się wrócić do męża i dzieci. Gerstl, załamany utratą kochanki i odtrącony przez środowisko artystyczne, wbił sobie nóż w klatkę piersiową i powiesił się w swojej pracowni. Wcześniej spalił wszystkie dokumenty i kilka obrazów.

## Twórczość

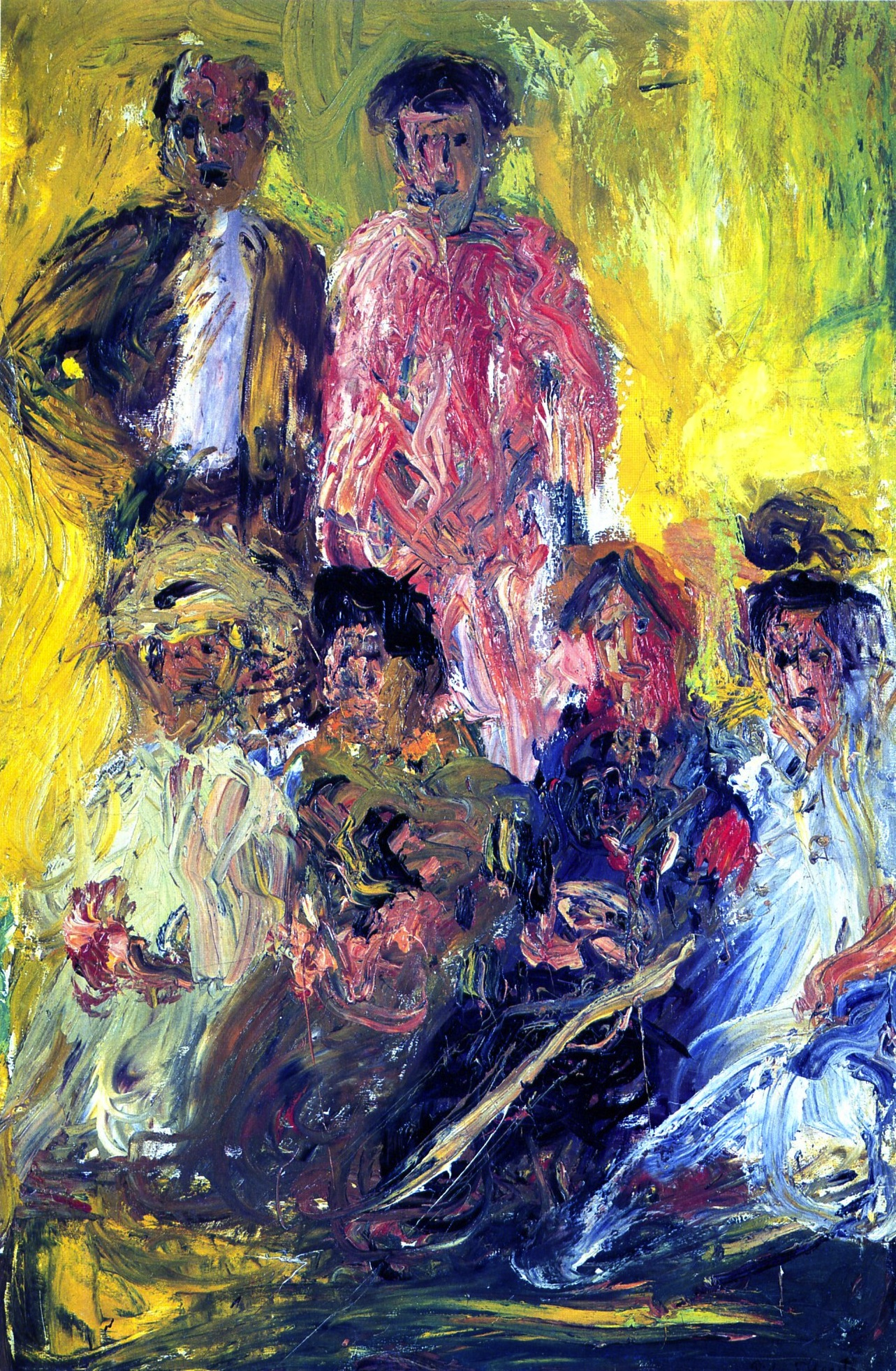
Portret grupowy Schönbergów, 1907

Gerstl malował głównie portrety i pejzaże. Początkowo tworzył pod wpływem Gustava Klimta w duchu secesji wiedeńskiej. Później, od 1905 roku, zaczął wypracowywać własny, ekspresjonistyczny styl, który stanowił zapowiedź twórczości Oskara Kokoschki. Szczególnie cenione są psychologiczne portrety Gerstla, namalowane w ostatnich latach jego życia.
Po samobójczej śmierci malarza jego prace trafiły do magazynu, gdzie przeleżały do lat 30. XX wieku. Po raz pierwszy wystawiono je w wiedeńskiej Neue Galerie. Twórczość artysty została odkryta i w pełni doceniona dopiero po II wojnie światowej. Obecnie Gerstl uchodzi za jednego najwybitniejszych ekspresjonistów austriackich i prekursora gatunku. Znanych jest sześćdziesiąt sześć jego obrazów i osiem rysunków. Najbardziej reprezentatywne zbiory obrazów malarza posiadają Muzeum Leopoldów i Österreichische Galerie Belvedere w Wiedniu.
Arnold Schönberg, pod wpływem wydarzeń związanych ze zdradą żony i śmiercią jej kochanka, skomponował dramat muzyczny Die Glückliche Hand. Jego małżeństwo z Mathilde przetrwało kryzys.